# أندرو ستون
أندرو ستون (بالإنجليزية: Andrew Stone)‏ (18 نوفمبر 1990 في الولايات المتحدة - ) هو لاعب كرة قدم أمريكي في مركز الدفاع. لعب مع إندي إليفن.

## وصلات خارجية
- أندرو ستون على موقع قاعدة بيانات كرة القدم.إي يو (الإنجليزية)